# Wohnungsbaugenossenschaft „Aufbau“ Gera
Die Wohnungsbaugenossenschaft „Aufbau“ Gera eG ist ein deutsches Wohnungsunternehmen mit Sitz in Gera. Zweck der Genossenschaft ist die Förderung ihrer Mitglieder vorrangig durch eine gute, sichere und sozial verantwortbare Wohnungsversorgung.
Gemäß ihrer Satzung kann die Genossenschaft Bauten in allen Rechts- und Nutzungsformen bewirtschaften, errichten, erwerben, veräußern und betreuen. Darüber hinaus kann sie alle im Bereich der Wohnungs- und Immobilienwirtschaft, des Städtebaus und der Infrastruktur anfallenden Aufgaben übernehmen.
Die „Aufbau GmbH Gera“ sowie die „Schönes Wohnen Jena GmbH“ sind hundertprozentige Tochtergesellschaften der Genossenschaft.

## Geschichte

### Gründung

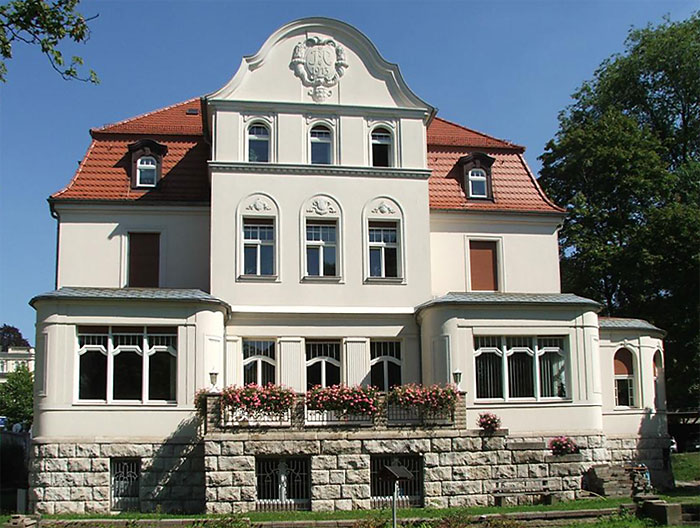
Hauptgeschäftsstelle der WBG „Aufbau“ Gera eG, Goethestraße 6 in Gera

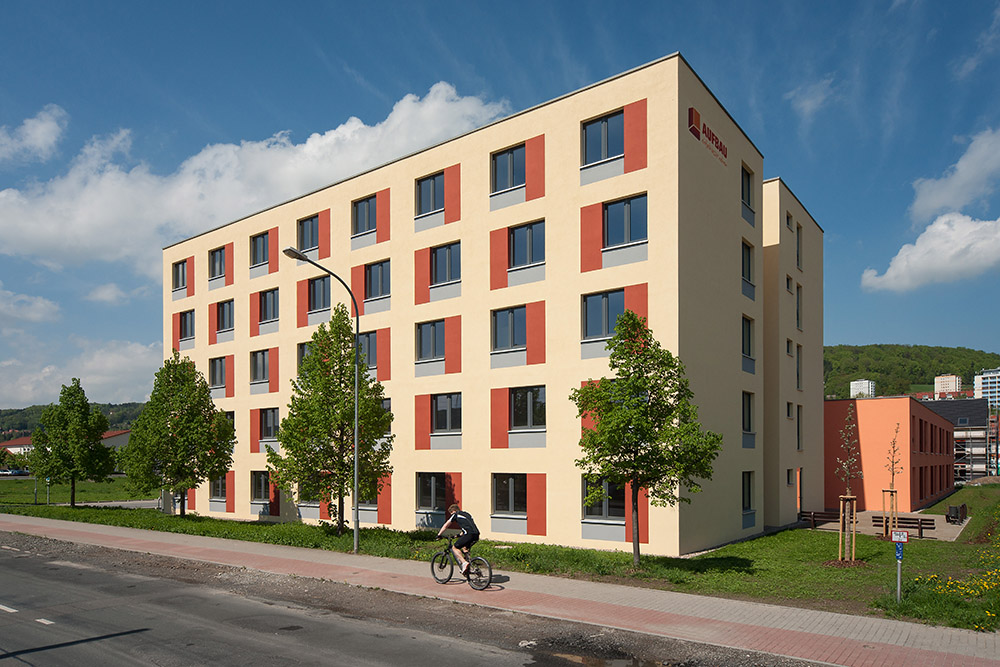
Das Studentenwohnheim in der Camburger Straße 95 in Jena wurde im März 2013 fertiggestellt.

Am 10. Dezember 1953 wurde durch die Regierung der DDR die Verordnung über die Gründung von Arbeiterwohnungsbaugenossenschaften beschlossen. Somit war der Weg frei für die Gründung der Genossenschaft am 29. August 1956. Die Genossenschaft führte damals den Namen AWG „EKM“ Gera und hatte 34 Gründungsmitglieder. Die Leitung erfolgte ehrenamtlich. Größtenteils in ihrer Freizeit und an den Wochenenden haben die ersten Mitglieder ihre Eigenleistungen erbracht. Durch diesen Einsatz konnten 1958 die ersten Wohnungen in der Wiesestraße von jungen Familien bezogen werden.

### 1960er-Jahre
Am 1. Januar 1960 erhielt die Genossenschaft ihren ersten hauptamtlichen Vorstand. Ein Jahr später wurde die erste Geschäftsstelle als Anlaufpunkt für Mitglieder und Interessenten in der Straße des Friedens eröffnet. Die Mitgliederzahl nahm ständig zu, so dass in den Jahren 1959 bis 1963 weitere Wohnungen gebaut werden konnten. Genossenschaftswohnungen waren gefragt, da der Standard für damalige Verhältnisse sehr hoch war. Alle Wohnungen verfügten über Küche und Bad mit Fenster, geflieste Küchen und Bäder waren keine Seltenheit.

### 1970er-Jahre
In den 1970er-Jahren wurde das Wohnungsbauprogramm der DDR aufgelegt. Auch in Gera setzte der Bauboom ein. Das Wohngebiet Lusan wurde erschlossen. Dank einflussreicher Trägerbetriebe, wie z. B. VEB Carl Zeiss Jena, wurden der Genossenschaft nun bevorzugt Wohnobjekte zugeordnet, so dass sich der bis dahin geringe Wohnungsbestand innerhalb weniger Jahre auf 3.650 Wohnungen erhöhte.

### 1980er-Jahre
Der Bauboom hielt Anfang der 1980er-Jahre an. Besonderes Augenmerk galt Familien mit mehreren Kindern. Es wurden Wohnungen mit bis zu drei Kinderzimmern und einer Wohnfläche von rund 100 Quadratmetern geschaffen. Bis Ende 1989 erhöhte sich der Wohnungsbestand der Genossenschaft auf 4.251 Wohnungen. Ein zweites hauptamtliches Vorstandsmitglied half, die Genossenschaft zu lenken.

### Wendezeit und 1990er-Jahre
1991 erfolgte die Übergabe der Greizer Straße an die Genossenschaft. Dies war der letzte Wohnblock nach dem alten Standard der DDR. In mehrmaligen Verhandlungen mit dem Bauträger wurde eine nachträgliche Aufwertung der Wohnungen z. B. durch geflieste Bäder erreicht. Zudem begann ein Sanierungs- und Modernisierungsprogramm der Genossenschaft, durch das z. B. sämtliche Ofenheizungen gegen moderne Heizungen ausgetauscht wurden.

### 2000er-Jahre
Im Rahmen des Projekts Eiselstraße wurde durch Kombination von Abriss, Rückbau und Modernisierung eine Wohnanlage geschaffen, für die die Genossenschaften den Innovationspreis 2003 des Verbandes der Thüringer Wohnungswirtschaft sowie den Bauherrenpreis 2003 des GdW Bundesverband Deutscher Wohnungsbund Immobilienunternehmen e. V. erhielt. Aufgrund hoher Nachfrage errichtete die Genossenschaft kurz darauf eine weitere Wohnanlage ähnlichen Typs in der Pößnecker Straße 1–26 und der Zeulenrodaer Straße 27–35 in Lusan. 2008 entstand durch den Umbau eines erworbenen alten Schulgebäudes ein Seniorenwohnheim mit Parkanlage in Tinz.

### Ab 2010
Die Genossenschaft baute exklusive Niedrigenergiehäuser und preiswerte Familienwohnungen. Da Gera einen Rückgang von 135.000 Einwohnern (1988) auf 95.000 Einwohner (2013) aufweist, wurden Wohngebäude abgerissen. Gleichzeitig wurde der Neubau und Erwerb von leerstehenden Immobilien in interessanten Lagen fortgesetzt. So erhielt die Genossenschaft 2011 für den Wohnpark Petrichstraße den Deutschen Bauherrenpreis Neubau 2012 der GdW. 2013 erwarb die Genossenschaft ein Grundstück in Jena, auf dem eine studentische Wohnanlage errichtet wurde.

## Kooperationen
Die Wohnungsbaugenossenschaft „Aufbau“ Gera eG ist Mitglied der Initiative WIR in Gera, einem Zusammenschluss von fünf Wohnungsbaugenossenschaften zur Arbeitsgemeinschaft der Geraer Wohnungsgenossenschaften GbR. Die Genossenschaften kooperieren bereits seit 2003, um durch Synergieeffekte wie gemeinsamen Gas- und Stromeinkauf Kosten zu senken und in Kooperation mit der Berufsakademie Gera Studenten auszubilden.

## Organisation der Genossenschaft
Ebenso wie andere Genossenschaften verfügt die WBG „Aufbau“ Gera eG über die typischen Organe Vorstand, Aufsichtsrat und Vertreterversammlung. Der Vorstand besteht aus mindestens 2 natürlichen Personen. Diese müssen Mitglied der Genossenschaft sein. Der Vorstand leitet die Genossenschaft unter eigener Verantwortung. Dabei muss er sich ausschließlich an Beschränkungen halten, die das Gesetz und die Satzung festlegen. Seine Pflicht ist es, die Geschäfte entsprechend der genossenschaftlichen Zielsetzung zu führen. Weitere Aufgaben des Vorstandes sind die Planung und Durchführung von personellen, sachlichen und organisatorischen Maßnahmen.
Mitglieder des Vorstandes sind Andreas Schricker und Axel Bartzok (Stand: 13. September 2019).
Der Aufsichtsrat besteht aus mindestens 3 natürlichen Personen. Die Vertreterversammlung kann eine höhere Zahl an Mitgliedern festsetzen. Der Aufsichtsrat hat den Vorstand in seiner Geschäftsführung zu fördern und zu überwachen. Die Rechte und Pflichten des Aufsichtsrates werden durch Gesetz und Satzung begrenzt. Außerdem vertritt er die Genossenschaft gegenüber den Vorstandsmitgliedern gerichtlich und außergerichtlich. Die Zusammenarbeit zwischen Vorstand und Aufsichtsrat erfolgt durch regelmäßige, mindestens vierteljährlich abgehaltene, Sitzungen.
Mitglieder des Aufsichtsrates sind Helmut Funk, Wolfgang Bernold, Ingrid Seegert, Stefanie Pflug, Arnd Vogel, Tina Witt und Torsten Liebmann (Stand: 13. September 2019). Die Vertreterversammlung ist das 3. Organ der Genossenschaft. Sie hat in den ersten 6 Monaten des Geschäftsjahres stattzufinden. Der Vorstand hat der Vertreterversammlung den Jahresabschluss sowie den Lagebericht nebst den Bemerkungen des Aufsichtsrats vorzulegen. Auch der Aufsichtsrat hat über seine Tätigkeit zu berichten. Die Vertreterversammlung beschließt unter anderem über die Änderung der Satzung, die Verwendung des Bilanzgewinns sowie über die Entlastung von Vorstand und Aufsichtsrat.

## Kennzahlen und Fakten (Stand: 31. März 2015)
- Die Genossenschaft beschäftigt 43 Mitarbeiter.
- Zum 31. August 2019 bewirtschaftet die Genossenschaft 4.257 Wohn- und Gewerbeeinheiten in Gera und Jena.
- 4.876 Mitglieder wohnen in teilsanierten und vollsanierten Wohnungen oder haben als Fördermitglieder Geschäftsanteile bei der WBG „Aufbau“ Gera eG gezeichnet.
- Die Genossenschaft besitzt Kapitalanteile in Höhe von 100 % des gezeichneten Kapitals (100 Tsd. €) der AUFBAU GmbH – Wohnbau und Verwaltung mit Sitz in Gera. Das Eigenkapital der Gesellschaft betrug zum 31. Dezember 2018 T€ 486,1.
- Außerdem besitzt sie 100 % der Anteile (25,00 Tsd. €) an der „Schönes Wohnen Jena GmbH“ mit Sitz in Gera. Zum 31. Dezember 2018 betrug das Eigenkapital der Gesellschaft 604,3 Tsd. €.
- Die Genossenschaft ist mit 10 % (215,8 Tsd. €) an der „TVD Versicherungsmakler für die Wohnungs- und Immobilienwirtschaft GmbH“ beteiligt.
- Des Weiteren ist die Genossenschaft an der „Geraer Wohnungsgenossenschaften GbR“ beteiligt.[1][15]